# 科賈廷 (奧赫特爾卡區)
50°21′23″N 34°51′42″E / 50.35639°N 34.86167°E
科賈廷（烏克蘭語：Козятин）是位於烏克蘭東北部的村莊，由蘇梅州奥赫特尔卡区的奧赫特爾卡市鎮負責管轄。該村處於沃爾斯克拉河左岸，距離扎盧扎尼和普里斯坦2公里，2001年人口6。